# Valentin Dietloff von Arnim
Valentin Dietloff von Arnim (* 9. Juli 1714, anderes Datum Januar 1716 in Gerswalde; † 18. Februar 1802) war ein preußischer Jurist.

## Leben

### Familie
Valentin Dietloff von Arnim war der Sohn von Otto von Arnim (25. Oktober 1682; † 18. Juni 1748 in Gerswalde), Erbherr von Gerswalde und Petznick, und dessen Ehefrau Sophie Salome (* 1685; † 15. April 1724), Tochter von Christoph Valentin von Eickstedt. In zweiter Ehe war sein Vater mit Anna Louise (geb. von Arnim) (* 9. Juli 1710; † 7. November 1785) verheiratet; er hatte sechs leibliche und sieben Halbgeschwister:
- Christof Otto von Arnim (* 26. Februar 1706; † 1769), Erbherr von Gerswalde;
- Ludolf Valentin von Arnim (1708–1758), erbte Blankensee, Gruse bei Petznick und Werder;
- Bogislav Berndt von Arnim (1710–1783), erbte die Vorwerke Petznick, Dolgen bei Uckerland und das Dorf Jakobshagen;
- Sophie Catharine von Arnim (1710–1747), verheiratet mit Ludolf von Schöning auf Jahnsfelde (* 9. August 1701)[5];
- Amalie Hedwig (* 1718);
- Elisabeth Tugendreich von Arnim (* 22. August 1722)[6], verheiratet mit August Heinrich Woldeck von Arneburg (* 1705; 12. August 1759 in Kunersdorf), preußischer Hauptmann;
- Dorothea Friederika von Arnim (* 5. Januar 1723 in Sternhagen; † 15. März 1809 in Vogelsang), verheiratet mit Carl Gottlob von Enckevort (* 14. Oktober 1723 in Vogelsang; † 26. März 1806 ebenda);
- Otto von Arnim (1729–1783), erbte das Gut Lemmersdorf und die Prenzlauer Mühlenpächte;
- Magnus Wilhelm von Arnim (1733–1810), Ritterschaftsrat und Feuersozietätsdirektor, erbte die Vorwerke Böckenberg und Berkenlatten;
- Joachim Erdmann von Arnim (* 24. April 1741 in Gerswalde; † 17. Januar 1804 in Berlin) erbte die Vorwerke Neudorf, Kölpin bei Milmersdorf und das Dorf Kaakstedt, verheiratet mit Amalie Caroline von Labes (* 13. Mai 1761 in Berlin; † 14. Februar 1781 ebenda); ihr gemeinsamer Sohn war der Dichter Achim von Arnim;
- Louise von Arnim (* 1743);
- Dorothee Charlotte von Arnim (* 1744);
- Philippine Sophie Tugendreich von Arnim (* 1746);
- Ottilia Beata von Arnim (* 1748).

Seit 17. März 1749 war er mit Beate Lucretia (1721–1775), einer Tochter von Balthasar Erdmann von Lüskow, verheiratet. Gemeinsam hatten sie acht Kinder:
- Otto Dietloff von Arnim (1750–1806);
- Beate Juliane Louise von Arnim (1752–1821);
- Amalie Dorothea von Arnim (1753–1812);
- Henriette Sophie von Arnim (* 1754);
- Bogislav Bernd von Arnim (1756–1773);
- Bernd Friedrich von Arnim (1757–1757);
- Eleonore Lucretia von Arnim (1760–1821).
- Carl Christoph Joachim von Arnim (1764–1821);

Sein Neffe war der Regierungspräsident Carl Ludolf Bernhard von Arnim.
Als er starb, war er Herr auf Blankensee, Krullenhaus, Kreuzkrug, Fergitz und Zollchow.

### Werdegang
Valentin Dietloff von Arnim besuchte seit 1729 das Pädagogium der Franckeschen Stiftungen in Halle, das eine Erziehungs- und Bildungsanstalt für Kinder aus dem Adel und dem reichen Bürgertum war. Er immatrikulierte sich am 26. Juni 1735 an der Universität Frankfurt an der Oder zu einem Studium der Rechtswissenschaften und setzte dieses Studium am 8. Juli 1737 an der Universität Halle fort. Am 24. Januar 1740 wurde er Auskultator am Berliner Kammergericht; später wurde er zum Kammergerichtsrat ernannt. Seit März 1763 war er 1. Vorsitzender adliger Obergerichtsrat in Prenzlau.
Im März 1771 erfolgte seine Ernennung zum Dekan des Domkapitels Brandenburg. 1773 wurde er in den dritten Senat des Kammergerichts nach Berlin versetzt.